# Erik Hajden
Erik Artur Hajden (rođen 14. jun 1958) američki je lekar i bivši brzinski klizač na duge staze, drumski i tračni biciklista. On je osvojio pet pojedinačnih zlatnih medalja, postavio četiri olimpijska rekorda i jedan svetski rekord na Zimskim olimpijskim igrama 1980. godine. Hajden je bio najuspešniji sportista na tim olimpijskim igrama, pojedinačno osvojivši više zlatnih medalja nego druge nacije, osim Sovjetskog Saveza (10) i Istočne Nemačke (9). On je najuspešniji zimski olimpijac pojedinačnih gara bilo koje zimske olimpijade. Na istim Igrama 1980. godine održao je zakletvu sportista. Njegov trener bila je Dijana Holam.
Hajden je ikonski lik u zajednici brzog klizanja. Njegove pobede su značajne, jer je malo klizača (i uopšte sportista) istovremeno pobeđivalo na takmičenjima u sprintu i u disciplinama na duže staze. Hajden je jedini sportista u istoriji brzinskog klizanja koji je osvojio svih pet takmičenja na jednom olimpijskom turniru i jedini koji je osvojio zlatnu medalju u svim disciplinama. Neki ga smatraju najboljim brzinskim klizačem sveukupno (na kratke i duge razdaljine) u istoriji sporta. Hajden je bio rangiran na 46. mestu ESPN spiska SportsCentury 50 najvećih sportista 20. veka 1999. godine, i jedini je klizač koji je uvršten u ovaj spisak. Godine 2000, holandske novine su ga nazvale najvećim klizačem svih vremena.

## Detinjstvo, mladost, obrazovanje i porodica
Hajden je rođen u Madisonu u Viskonsinu 14. juna 1958. Njegova sestra Bet Hajden takođe je postala vrhunski biciklistkinja, klizačica i skijašica. U svom rodnom mestu, Šorvud Hilsu (selu pored grada Madisona, sa zapadne strane), Erik i njegova sestra Bet bili su pokretači stvaranja Hajden hausa, malog objekta gde lokalna deca mogu da se zagreju nakon klizanja ili igranja hokeja na klizalištu (zajedno sa podzemnom glinenom platformom). On je završio je srednju školu Madison Vest 1976. godine.
Nakon što je započeo svoje dodiplomsko obrazovanje na Univerzitetu Viskonsin-Medison, Hajden se premestio na Univerzitet Kalifornije u San Dijegu, a zatim na Univerzitet Stanford u Kaliforniji, stekavši diplomu 1984. i doktoriravši medicinu 1991. godine.

## Atletska karijera

### Brzo klizanje
Hajden je osvojio Svetsko juniorsko prvenstvo u brzom klizanju 1977. i 1978. Tokom svoje kratke karijere u brzom klizanju, Hajden je osvojio tri svetska prvenstva u višeboju i četiri svetska prvenstva u sprintu. Tri puta je obarao svetski rekord na 1.000 metara, dva puta na 3.000 metara i po jednom na 1.500 metara i 10.000 metara. Takođe je oborio svetski rekord u višeboju i sprinterskim distancama.
Hajden je završio svoju karijeru u brzom klizanju tako što se plasirao drugi iza Hilberta van der Duima na Svetskom prvenstvu u višeboju 1980. u Herenvenu. Proveo je na vrhu Adelskalendera, sistema rangiranja za brzo klizanje na duge staze, rekordnih 1.495 dana, i osvojio je nagradu Oskar Matisen četiri puta zaredom od 1977. do 1980. On je jedini klizač koji je četiri puta osvajao tu nagradu.
On je dobio nagradu Džejms E. Salivan 1980. kao najbolji sportista amater u Sjedinjenim Državama. Godine 1983, primljen je u Olimpijsku galeriju slavnih Sjedinjenih Država.
Hejden je izabran u Atletsku galeriju slavnih Viskonsina 1990. godine.

### Svetski recordi u brzom klizanju
Tokom svoje karijere on je ostvario 15 klizačkih svetskih rekorda:
| Disciplina           | Vreme    | Datum              | Lokacija           |
| -------------------- | -------- | ------------------ | ------------------ |
| 1500 m junior        | 2.02,75  | 18. january 1976   | Madona di Kampiljo |
| 5000 m junior        | 7.30,23  | 20. februar 1977   | Incel              |
| 1500 m junior        | 1.59,46  | 20. februar 1977   | Incel              |
| Sveukupni junior     | 168.716  | 19–20 februar 1977 | Incel              |
| 3000 m junior        | 4.16,2   | 4. februar 1977    | Montreal           |
| Sveukupni junior     | 166.584  | 4–5 februar 1977   | Montreal           |
| 5000 m junior        | 7.23,54  | 5. februar 1978    | Montreal           |
| 3000 m               | 4.07,01  | 2. mart 1978       | Incel              |
| 1000 m               | 1.14,99  | 12. mart 1978      | Savalen            |
| Velika kombinacija   | 162.973  | 11. februar 1979   | Oslo               |
| 1000 m               | 1.14,99  | 17. februar 1979   | Incel              |
| 3000 m               | 4.06,91  | 18. mart 1979      | Savalen            |
| 1000 m               | 1.13,60  | 13. januar 1980    | Davos              |
| Sprintna kombinacija | 150.250  | 13. januar 1980    | Davos              |
| 1500 m               | 1.54,79  | 19. januar 1980    | Davos              |
| 10000 m              | 14.28,13 | 23. februar 1980   | Lejk Plesid        |

## Medicinska karijera
Hejden je završio medicinsku školu na Univerzitetu Stanford 1991. godine, a ortopedsku specijalizaciju na Univerzitetu Kalifornije, Dejvis 1996. godine, a zatim je proveo godinu dana na klinici sportske medicine u Birmingemu, Alabama. Vratio se u Kaliforniju da radi kao ortopedski hirurg u Sakramentu. U to vreme je takođe služio kao timski lekar za NBA Sakramento kingse i Sakramento monarhse iz WNBA. Tokom 2002, 2006, 2010 i 2014. goine on je bio timski lekar za američki olimpijski tim u brzom klizanju. On je otvorio ordinaciju specijalizovanu za sportsku medicinu u Specijalnoj bolnici za ortopediju (TOSH) u Mareju, Juta, i proširio Hajden Ortopediks sa dodatnom kancelarijom u Park Sitiju, Juta.
Godine 2008, Hejden i Masimo Testa su objavili Faster, Better, Stronger, knjigu o nauci i programima vežbanja.
Godine 2009, Hejden je bio pripadnik tima lekara koji su pomagali američkom brzom klizaču J.R. Selskom, dok se ovaj oporavljao od veoma teškog sudara u brzom klizanju tokom američkih olimpijskih priprema. Uprkos tome što se posekao do kosti, i što mu je bilo potrebno je 60 šavova, Selski je uspeo da se oporavi na vreme za Zimske olimpijske igre 2010. u Vankuveru, gde je osvojio bronzanu medalju u muškoj štafeti na 1.500 m i 5.000 m.

## Lični život
Hejden je upoznao studentkinju medicine Karen Drus dok su njih dvoje studirali na Stanfordu, a venčali su se 1995. godine. Karen je hirurg specijalizovan za ruke. Oni imaju ćerku Zoi, rođenu 2001.

## Literatura
- Wangrin, Mark (1999). "Eric Heiden: True Gold". In ESPN SportsCentury. New York: Hyperion-ESPN Books. pp. 252–3.

## Spoljašnje veze
- Eric Heiden's U.S. Olympic Team bio ... notes, quotes, photos на сајту  (архивирано 2004-10-15)
- Eric Heiden interview on 25th anniversary of Olympic heroics на сајту  (архивирано 2005-02-18)
- IOC 1980 Winter Olympics на сајту  (архивирано 2008-12-18)
- Current skaters comment on Heiden's legacy на сајту  (архивирано 2005-02-25)
- Race-by-race analysis by Heiden на сајту  (архивирано 2005-02-25)
- Scientific approach to find the best skater of all times, University of Groningen, The Netherlands (Dutch) на сајту  (архивирано 2006-07-14)
- Book Review of Faster, Better, Stronger at Letters on Pages на сајту  (архивирано 2009-03-03)